# Ponte delle Marmore
Il ponte delle Marmore è un ponte stradale ubicato nel comune di Terni (Umbria), nei pressi della cascata delle Marmore, da cui deriva il suo nome. Il ponte permette alla superstrada Terni-Rieti (strada statale 79 bis Ternana) di scavalcare la Valnerina, e costituisce l'opera più rappresentativa e importante dell'arteria.
È un ponte ad arco composto di acciaio, con luce massima di 167 metri, che lo rende tra i ponti ad arco più lunghi d'Italia per lunghezza della campata principale. È stato progettato dall'ingegnere Giuseppe Matildi e costruito tra il 2006 e il 2013 dalla Tecnis.

## Localizzazione
Il ponte si trova lungo la strada statale 79 bis "Ternana" (detta anche "superstrada Rieti-Terni"), la strada a scorrimento veloce che collega Terni a Rieti e costituisce parte della "trasversale nord del Lazio" Civitavecchia-Rieti e della "dorsale appenninica" Cesena-Terni-Benevento.
Il ponte si trova nell'impegnativo tratto in cui la superstrada, mentre circonvalla la città di Terni, deve passare dalla conca ternana (valle del Nera) alla piana reatina (valle del Velino), superando in pochi chilometri un dislivello di quasi 200 metri (lo stesso che affrontano le acque della cascata delle Marmore). Oltre alle difficoltà orografiche, il tratto è delicato anche dal punto di vista urbanistico (dovendosi districare tra aree urbanizzate e industriali) e ambientale (passando a distanza ravvicinata da aree naturali di grande pregio come le cascate delle Marmore e il parco fluviale del Nera).
Il ponte ricade interamente nel territorio del comune di Terni, e si trova nei pressi della sua frazione Papigno. Per mezzo del ponte la superstrada scavalca in un'unica campata la Valnerina, ivi compresi il fiume Nera e la strada statale 209 Valnerina che solca la valle.

## Caratteristiche

Prospetto

Il ponte è lungo 300 metri e ha altezza massima sul piano di campagna pari a 70 m.
La sua struttura è quella di un ponte ad arco ribassato a via superiore, composto di un arco principale e due semiarchi che poggiano sulle pareti rocciose laterali. L'arco principale ha una luce di 170 metri e una freccia di 36 metri; ha una forma circolare policentrica (e non parabolica), che è stata scelta per consentire il posizionamento delle fondazioni in posizioni geologicamente favorevoli.
Gli archi portanti sono costituiti da una coppia di tubi in acciaio del diametro di 2,2 metri, percorribili al loro interno a scopo di manutenzione, costituiti da conci prefabbricati saldati tra loro in opera; si tratta di una soluzione unica nel suo genere sia in Italia che all'estero. I due tubi di ciascuna coppia sono inclinati verso l'interno di 14° rispetto alla verticale, con interasse variabile tra 20 metri alla base e 3,35 metri alla sommità, e controventati tra loro tramite tubi di diametro 0,8 metri disposti a croce di sant'Andrea.
Sul lato Terni, il ponte poggia su una spalla in cemento armato fondata su micropali, posta su un costone roccioso opportunamente sagomato per far spazio alla strada; tale spalla è in comune con un successivo ponte metallico di 40 metri (per il quale costituisce la spalla lato Rieti). Invece sul lato Rieti il ponte ad arco si ancora direttamente sulla montagna.
La soletta superiore ha una larghezza di 12 metri ed è costituita da un capostrada di 10,5 metri, che ospita la carreggiata, e da due cordoli di 0,75 metri, che ospitano i parapetti, il guard rail e un camminamento d'ispezione. La carreggiata è quella di una strada a scorrimento veloce (categoria C1 del D.M. 5/11/2001), composta da una corsia larga 3,75 metri per ciascun senso di marcia, e una banchina di 1,5 metri per ciascun lato.
Il peso totale della struttura è di 2500 tonnellate. Il costo dell'opera è stato di circa 10 milioni di euro.
Il ponte è dotato di un'illuminazione artistica composta da lampade a ioduri metallici e a Led, realizzata dalla AEC Illuminazione, che di notte lo illumina e lo rende visibile anche da lontano.
In caso di interventi di manutenzione al ponte, la sottostante strada statale 209 Valnerina può essere mantenuta aperta, deviando il traffico (a senso unico alternato) su un apposito bypass lungo 500 metri, che evita l'area del ponte passando sotto il versante roccioso che delimita la valle (galleria Fondovalle Nera).

## Storia

### Scelta del tracciato
La realizzazione di una superstrada tra Terni e Rieti venne ipotizzata negli anni Sessanta e approvata dal CIPE il 20 gennaio 1970; tuttavia la realizzazione dell'opera è molto successiva, per via della forte indecisione su quale tracciato adottare. In corrispondenza di Terni, le due possibilità erano di aggirare la città passando a sud-ovest (ascendendo sulla mezzacosta dei monti Sabini con diversi trafori, come la strada pre-esistente e la ferrovia Terni-Rieti) oppure di aggirarla passando a est (ascendendo con due lunghe gallerie e un ponte ad alta quota sulla Valnerina).
Una prima propensione per il "tracciato est" (progetto ANAS del 1977) suscitò forti polemiche da parte di gruppi ambientalisti per via dell'impatto paesaggistico sulla vicina cascata delle Marmore, pertanto la regione Umbria impose di seguire il "tracciato sud" (progetto del 1985 e appalto del 1991), ma ben presto i lavori vennero interrotti per via di un ulteriore ripensamento. Solo nel 2000 si decise definitivamente di tornare al "tracciato est", secondo un progetto di minore impatto paesaggistico. Nel frattempo era stato messo in esercizio il tratto laziale della superstrada, orograficamente più facile, ma anche in quel caso erano intervenute polemiche sull'impatto ambientale che avevano portato a ridurre la tipologia della strada dal tipo III della norma CNR 80 (superstrada a doppia carreggiata) al tipo IV (superstrada a singola carreggiata).

### Progettazione

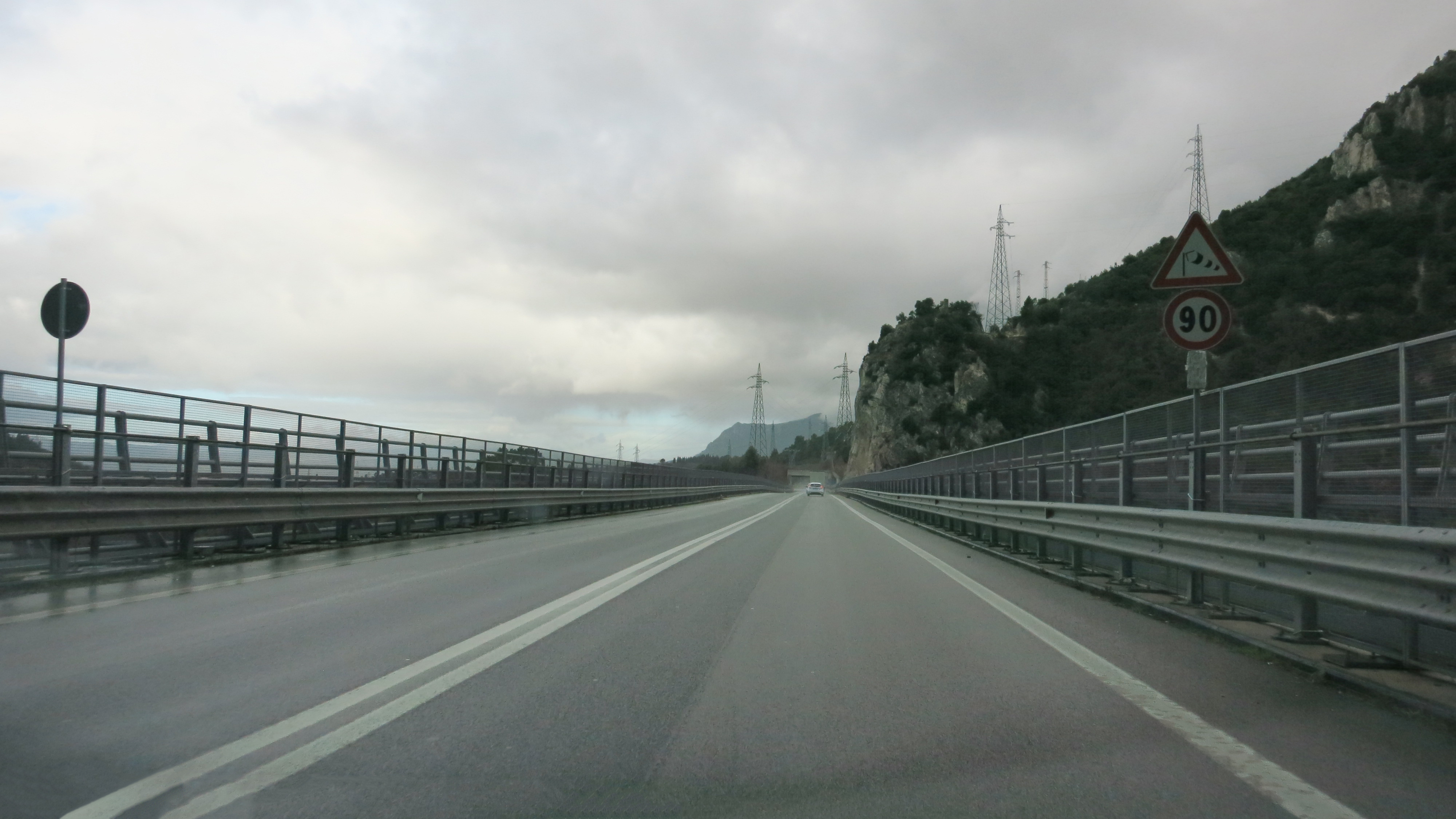
Il ponte visto dalla strada viaggiando in direzione Terni

Deciso il tracciato del lotto, l'ANAS realizzò il progetto preliminare (approvato dal consiglio d'amministrazione l'11 novembre 2000) e il progetto definitivo (approvato dal CIPE il 19 dicembre 2003). Il progetto definitivo prevedeva un ponte costituito da una campata principale ad arco con luce di 165 metri, e quattro campate di accesso poste sul lato Rieti, lunghe 29 metri ciascuna e sorrette da piloni metallici. L'arco principale, di forma parabolica, era costituito da una coppia di tubi disposti in parallelo e controventati con schema a V, mentre l'impalcato era costituito da un sistema misto con due travi metalliche.
Il progetto definitivo fu posto a base d'asta della gara d'appalto, indetta con il sistema dell'appalto integrato (che prevede che sia il vincitore a redigere il progetto esecutivo). Il 27 gennaio 2005 l'appalto fu aggiudicato alla "UNITER", consorzio stabile composto da Tecnis e da altre sette imprese (Bosco, Cogip, Pavesi, Silmar, Sipa, Sigenco e Foglia); successivamente l'appalto fu trasferito alla "TerniRieti scarl", società consortile appartenente al gruppo Tecnis.
Il gruppo vincitore affidò la realizzazione del progetto esecutivo del ponte allo studio Matildi e gli interventi di mitigazione ambientale al gruppo AI. Il progetto risultante era una variante tecnica di quello a base di gara, che prevedeva di sostituire le campate di accesso con un semiarco innestato sulla parete rocciosa lato Rieti, e di ridurre i sostegni intermedi sostituendoli con archi intermedi. La forma dell'arco principale veniva modificata in circolare policentrica, per consentire di traslare l'arco principale verso Rieti e posizionare le fondazioni in posizioni più favorevoli (che nel progetto a base di gara erano posizionati su substrati non consolidati non evidenziati), e i tubi di cui si compone sono disposti su piani inclinati di 14° rispetto alla verticale, per migliorare la rigidezza trasversale della struttura e consentire di ridurre la controventatura. Nell'impalcato, la coppia di travi veniva allargata e inclinata per migliorare l'accoppiamento con i sostegni intermedi e con gli archi principali, che entrano all'interno dell'impalcato.
Il 17 marzo 2006 il progetto esecutivo venne approvato dal consiglio d'amministrazione dell'ANAS.

### Esecuzione

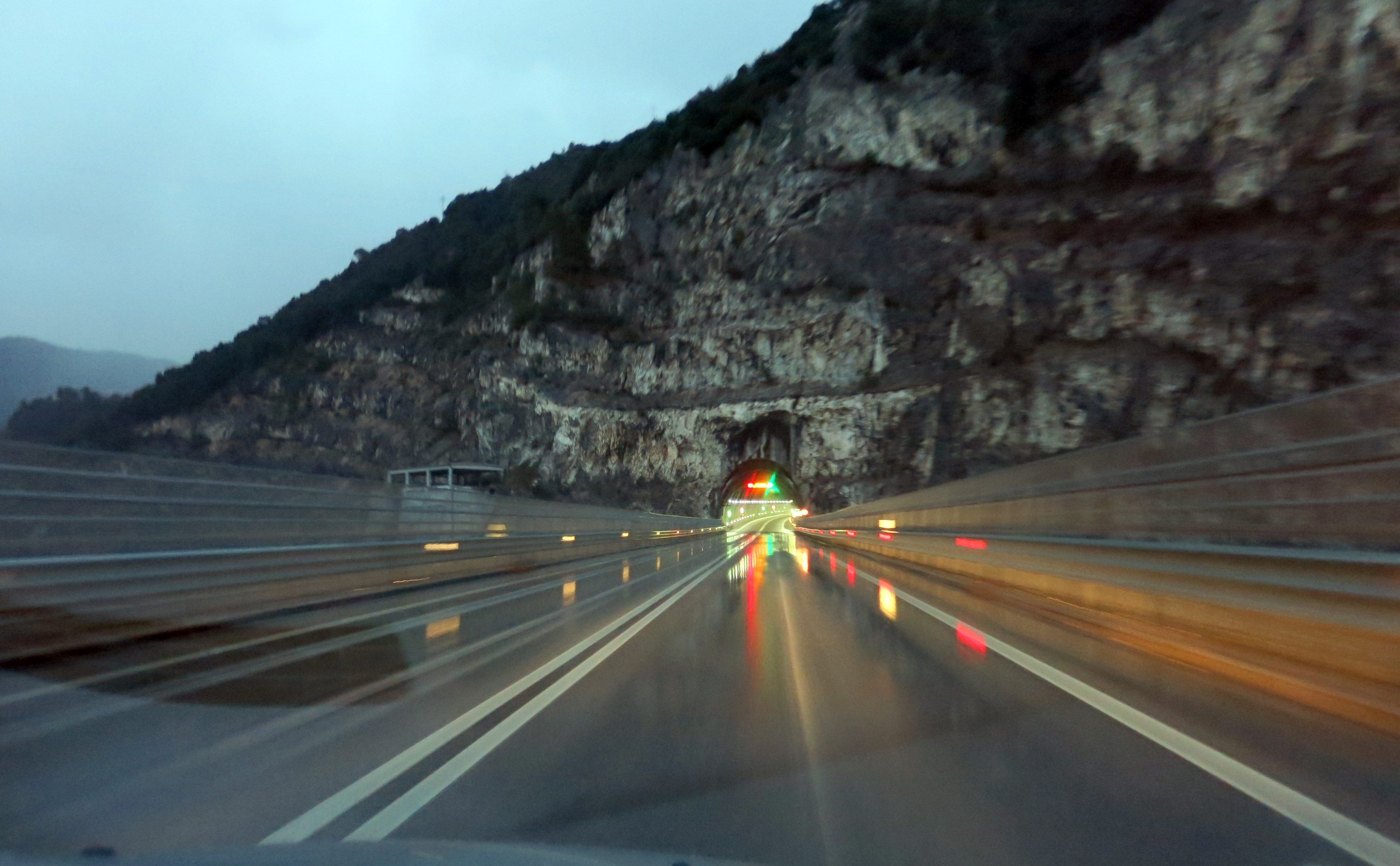
Il ponte visto dalla strada viaggiando in direzione Rieti. Nello sfondo, l'imbocco della galleria Valnerina.

Il cantiere venne consegnato all'impresa il 31 ottobre 2006.
Per la realizzazione dei grandi tubi portanti in acciaio si scelse di utilizzare dei conci prefabbricati, da costruire separatamente e poi montare assieme in opera, che furono progettati e forniti tra il 2006 e il 2008 dalla Maeg Costruzioni.
Nel frattempo venne realizzata una deviazione della strada statale 209 Valnerina che bypassasse il tratto lungo 500 metri sottostante al ponte, necessaria per evitare la chiusura al traffico della strada (sia durante i lavori di costruzione del ponte, che in occasione della sua futura manutenzione). Allo scopo fu realizzata la galleria Fondovalle Nera (lunga circa 180 metri), che passa sotto il costone roccioso che delimita la valle, e fu ottenuta consolidando, prolungando e riadattando ad uso stradale un tunnel pre-esistente (realizzato all'inizio del Novecento a servizio di uno stabilimento industriale per la produzione di carburo, ormai dismesso). La galleria fu completata nella primavera del 2008.
Nel luglio del 2008 il traffico della statale Valnerina venne deviato nel tunnel di bypass, con circolazione a senso unico alternato, ed ebbe inizio la fase di assemblaggio del ponte. I conci in acciaio dei tubi furono issati e saldati tra loro, preservando l'aspetto estetico del manufatto. Per tenere in piedi l'arco ancora incompleto durante la fase di montaggio dei conci, non si fece ricorso a strutture d'appoggio intermedie (allo scopo di salvaguardare l'ambiente), ma si utilizzarono gruppi di cavi formati da trefoli.
Nel dicembre del 2009 si concluse il montaggio del ponte, che poteva quindi dirsi completo dal punto di vista strutturale, e la strada statale Valnerina venne riaperta al traffico; nei mesi successivi si tornò a ricorrere ad occasionali chiusure per le ultime opere di completamento.
Per la realizzazione della soletta dell'impalcato, venne scelta la modalità di getto in opera del cemento armato, ritenuta vantaggiosa per l'elevata qualità del getto, l'adeguatezza della sezione di getto alle sollecitazioni in prossimità dell'attacco con l'impalcato, la maggiore sicurezza delle maestranze, e la possibilità di eseguire il getto partendo da una sola spalla e procedendo in una sola direzione (con quindi la necessità di una sola attrezzatura di getto). A tale scopo venne impiegato un carro cassierante Doka per ponti a struttura mista, progettato e costruito in funzione delle specifiche esigenze di questo cantiere, lungo 30 metri e con sezione trasversale di 12 metri. La realizzazione della soletta ebbe inizio nel dicembre del 2009, procedette con 13 sezioni di getto da 25 metri l'una, e si concluse nel giugno del 2010.
Nonostante il ponte fosse ormai completo, la sua apertura al traffico non fu subito possibile, perché all'epoca non era ancora completata la galleria Valnerina che si trova all'estremità meridionale del ponte.

### Esercizio
La messa in esercizio del ponte ebbe luogo il 10 dicembre 2013, con l'apertura al traffico del tratto Valnerina-Marmore della superstrada. L'apertura al traffico fu preceduta da una cerimonia di inaugurazione a cui presero parte il presidente dell'ANAS Pietro Ciucci, il sottosegretario ai trasporti Rocco Girlanda, la governatrice dell'Umbria Catiuscia Marini e i rappresentanti comunali e provinciali di Terni e Rieti.

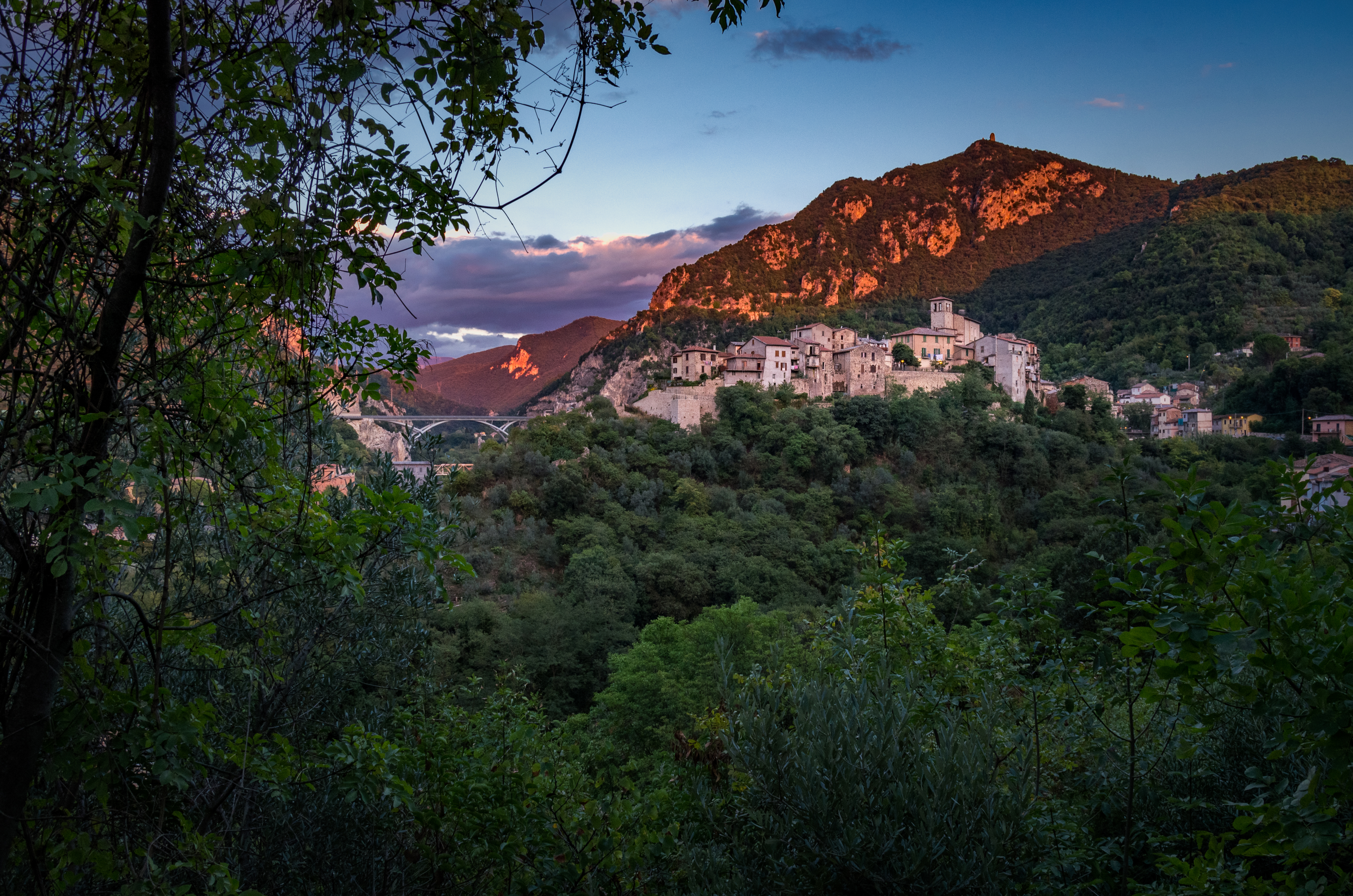
Il ponte insieme al borgo di Papigno

## Giudizi
Il ponte è considerato un'opera di notevole risalto sia strutturale che paesaggistico.
Il presidente dell'ANAS Pietro Ciucci ha dichiarato che il ponte e la successiva galleria Valnerina «sono opere che non solo non disturbano il paesaggio e la natura di questa area, ma anzi aggiungono valore alla valle, come simbolo dell'ingegno dell'uomo che si integra perfettamente e diventa un tutt'uno con l'ambiente naturale».
Ciononostante, in seguito alla realizzazione del ponte, gli studi cinematografici di Papigno hanno intentato una causa per le conseguenze negative che la costruzione avrebbe avuto sulla loro attività.